# فرودگاه پودکامنایا تونگوسکا
فرودگاه پودکامنایا تونگوسکا (به روسی: Аэропорт Подкаменная Тунгуска) فرودگاهی عمومی واقع در سرزمین کراسنویارسک در کشور روسیه است.

## شرکت‌های هواپیمایی و مقصدهای پروازی
| شرکت‌های هواپیمایی | مقصدهای پروازی                  |
| ----------------- | ------------------------------- |
| KrasAvia          | کراسنویارسک چرمشانکا، توروخانسک |